# Gösta Lindell-Kjell
Gösta Lindell-Kjell (folkbokförd Kjell Gösta Lindell) född 11 juni 1892 i Hedvig Eleonora församling, död 2 maj 1972 i Stenberga församling, gift med Inez Viktoria Edelsten (1896-08-19–1955-12-01),, var en svensk målare och teckningslärare. 
Han var son till köpmannen Peter Lindell och Elin Antonsson och från 1936 gift med småskolläraren Inez Edelsten. Lindell-Kjell studerade skulptur vid Berggren-Larssons konstskola i Stockholm och i Paris 1923-1925 samt under ett år i Rom och Florens. Efter återkomsten till Sverige ställde han ut separat i Helsingborg och Lund varefter han återvände till Frankrike 1929 för ytterligare ett års studier. Han ställde senare ut separat på bland annat Gummesons konsthall 1936 och i Ystad 1943. Han medverkade i Virserums-utställningen 1947. Hans konst består av bohuslänska klippor, samt småländska insjöar. Vid sidan av sitt eget skapande var han verksam som teckningslärare vid samrealskolan i Virserum. Lindell-Kjell är representerad vid Ystads konstmuseum och Vetlanda museum.